# 诺昂昂格拉赛
诺昂昂格拉赛（法語：Nohant-en-Graçay，法語發音：[nɔɑ̃ ɑ̃ ɡʁasɛ]）是法国谢尔省的一个市镇，位于该省西北部，属于维耶尔宗区。

## 地理
诺昂昂格拉赛（47°8'12"N, 1°53'38"E）面积23.78 平方千米，位于法国中央-卢瓦尔河谷大区谢尔省，该省份为法国中部省份，北起卢瓦雷省，西接卢瓦-谢尔省和安德尔省，南至克勒兹省，东南接阿列省，东临涅夫勒省。
与诺昂昂格拉赛接壤的市镇（或旧市镇、城区）包括：当皮埃尔昂格拉赛、热努伊、格拉赛、马赛、吕赛勒利布尔、圣皮埃尔德雅尔。

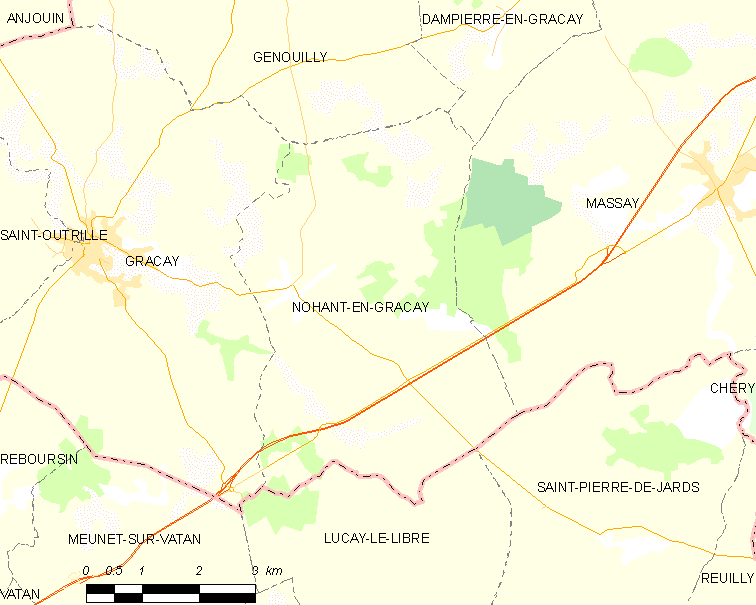
诺昂昂格拉赛的OSM定位图

诺昂昂格拉赛的时区为UTC+01:00、UTC+02:00（夏令时）。

## 行政
诺昂昂格拉赛的邮政编码为18310，INSEE市镇编码为18167。

## 政治
诺昂昂格拉赛所属的省级选区为维耶尔宗第二县。

## 人口

1962-2008年间诺昂昂格拉赛人口变化图示

诺昂昂格拉赛于2022年1月1日时的人口数量为292人。